# Spiders
"Spiders" er den anden single fra System of a Downs debutalbum System of a Down. Singlen blev udgivet i 1999 og blev brugt som Scream 3 soundtrack. Sangen er skrevet af Daron og Serj og blev først indspillet på bandets demo 4 under navnet "Slow."

## Spiders (single)spor
1. "Spiders"